# Alexandre Gaúcho
Alexandre de Ávila Vieira, mais conhecido como Alexandre Gaúcho (Pelotas, 20 de junho de 1969), é um ex-futebolista brasileiro que atuava como meio-campista e ponta-esquerda.

## Carreira
Destacou-se no Grêmio em 1995, no título da Taça Libertadores da América. Defendeu, entre outros times, Pelotas, Flamengo, Botafogo, Gama, Volta Redonda e São Raimundo.

## Curiosidades
Em fevereiro de 2005, posou para a revista G Magazine.

## Títulos
Internacional
- Campeonato Gaúcho: 1994

Grêmio
- Taça Libertadores da América: 1995

Flamengo
- Copa dos Campeões: 2001